# Grozd (socvetje)
Grozd je oblika socvetja, kjer iz glavnega peclja v presledkih premenjalno poganjajo stranski peceljčki, ki imajo na vrhu cvetove.
Na vrhu grozda se pri zaprtih grozdih razvije končni cvet, odprti grozdi pa se na vrhu končajo brez cveta.

## Galerija
- navadna šparnica
(Biscutella laevigata)
- ptičja grašica
(Vicia cracca)
- grozdasta hrušica
(Muscari neglectum)